# Viili
Template:Short description
Template:Infobox prepared food
Viili (finlandese) o Fil (svedese) è un prodotto lattiero-caseario fermentato mesofilo diffuso nei paesi nordici, in particolare in Finlandia e Svezia . Il viili è simile allo yogurt o al kefir, ma se non mescolato, la sua consistenza è molto più tenace, o "filamentosa". Il metabolismo dei batteri utilizzati nella fermentazione conferisce inoltre al viili un sapore caratteristico.
Questo alimento a base di latte fermentato è affine allo yogurt ed è il risultato dell'azione microbica dei batteri lattici (LAB) e di un fungo unicellulare simile al lievito che cresce in superficie, Geotrichum candidum, presente nel latte, che forma una superficie vellutata sui viili. Inoltre, la maggior parte delle colture tradizionali di viili contiene anche ceppi di lievito come Kluveromyces marxianus e Pichia fermentans . I batteri lattici identificati nei viili includono Lactococcus lactis subsp. lactis e L. l. cremoris, produttori di acido, nonché i produttori di molecole aromatiche quali L. lactis subsp. lactis biovar diacetylactis e Leuconostoc mesenteroides .  Tra questi ceppi LAB mesofili, il Lc. lactis subsp. cremoris, che forma muco, produce un eteropolisaccaride contenente fosfato, chiamato viilian. Il viili è simile al kefiran prodotto dai grani di kefir . La produzione di esopolisaccaridi (EPS) da parte del ceppo determina la consistenza del viili, che è stato riconosciuto per i suoi diversi benefici funzionali, in termini di proprietà reologiche dei prodotti lattiero-caseari e potenziale miglioramento della salute.
Nella pratica moderna, si utilizza latte pastorizzato, la fermentazione viene effettuata in caseificio in condizioni controllate utilizzando colture coltivate in laboratorio e il prodotto viene venduto fresco. Il Viili è ampiamente disponibile in Finlandia e Svezia nei supermercati in diverse varianti, sia al naturale che con frutti di bosco o altri gusti. In Svezia è anche comune trovare diversi ceppi di batteri lattici e lieviti che conferiscono al Fil sapori peculiari.

## Altre varianti
Nella Finlandia occidentale e in Svezia si trovano numerosi prodotti lattiero-caseari fermentati, che differiscono per tipologia di latte, modalità produttive e comoposizione della microflora di fermentazione, come il filmjölk ("latte fermentato") o il långfil ("latte fermentato lungo"). In Norvegia, il filmjölk è solitamente chiamato "kulturmelk" ("latte fermentato") o "surmelk" ("latte acido"), mentre a Gotland e in Islanda, il nome "skyr" è usato per indicare un formaggio fresco che viene consumato in modi simili alle varianti dello yogurt. Inoltre, in Islanda, il "súrmjólk" è una variante locale del filmjölk.
La variante svedese che più assomiglia a viili si chiama filbunke .
La panna viili (in finlandese: kermaviili ) è fatta con panna al posto del latte e viene utilizzata in cucina come la panna acida, oppure con aneto, erba cipollina, cumino e altre spezie come salsa fredda per il pesce o come base per salse.

## Riferimenti
- Leporanta, K. 2003. Viili e Långfil – prodotti fermentati esotici dalla Scandinavia. Valio Foods & Functionals. Versione online
- Mistry, VV 2004. Prodotti lattiero-caseari liquidi fermentati. In: Manuale di tecnologia di fermentazione di alimenti e bevande. (A cura di YH Hui, L. Meunier-Goddik, Å. S. Hansen, J. Josephsen, W. Nip, PS Stanfield e F. Toldrá) Marcel Dekker, Inc. New York, USA
- Ruas-Madiedo, P., M. Gueimonde, CG De los Reyes-Gavilán e S. Salminen. 2006. Breve comunicazione: Effetto dell'esopolisaccaride isolato da "viili" sull'adesione di probiotici e patogeni al muco intestinale. J. Dairy Sci. 89:2355-2358.
- Shurtleff, W. e A. Aoyagi. 2004. Storia del latte di soia fermentato e dei suoi prodotti: Storia della soia e degli alimenti a base di soia: dal 1100 a.C. agli anni '80. Soyfoods Center, Lafayette, California.

1. ↑   Kahala, Characterization of starter lactic acid bacteria from the Finnish fermented milk product viili, in Journal of Applied Microbiology, vol. 105, 2008,  pp. 1929–1938, DOI:10.1111/j.1365-2672.2008.03952.x, PMID 19120639.

The dictionary definition of viili at WiktionaryTemplate:Yogurts